# Contea di Paternò
La Contea di Paternò fu uno stato feudale creato in Sicilia nel 1075 da Ruggero I d'Altavilla, esistito in varie fasi della storia dell'isola. Fu definitivamente soppressa nel 1396 in epoca aragonese, quando fece parte della famiglia Alagona.

## Storia

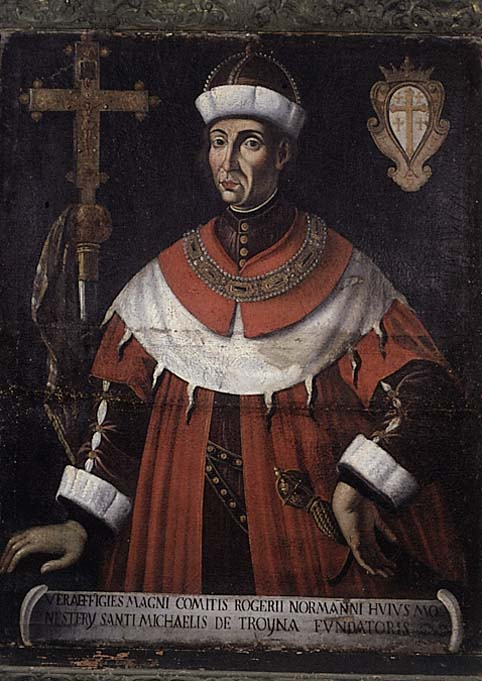
Ruggero I d'Altavilla

La liberazione dall'occupazione araba di Paternò, nel Val Demone, da parte dei Normanni, avvenne intorno al 1061 a seguito della conquista di Messina ad opera dell'esercito guidato dal condottiero Ruggero I d'Altavilla. Penetrato nel Val Demone, si riversò nella pianura di Paternò, dove assunse la signoria della città, sulla quale intorno al 1072 fece edificare un donjon per assediare Catania, ancora in mano agli Arabi.

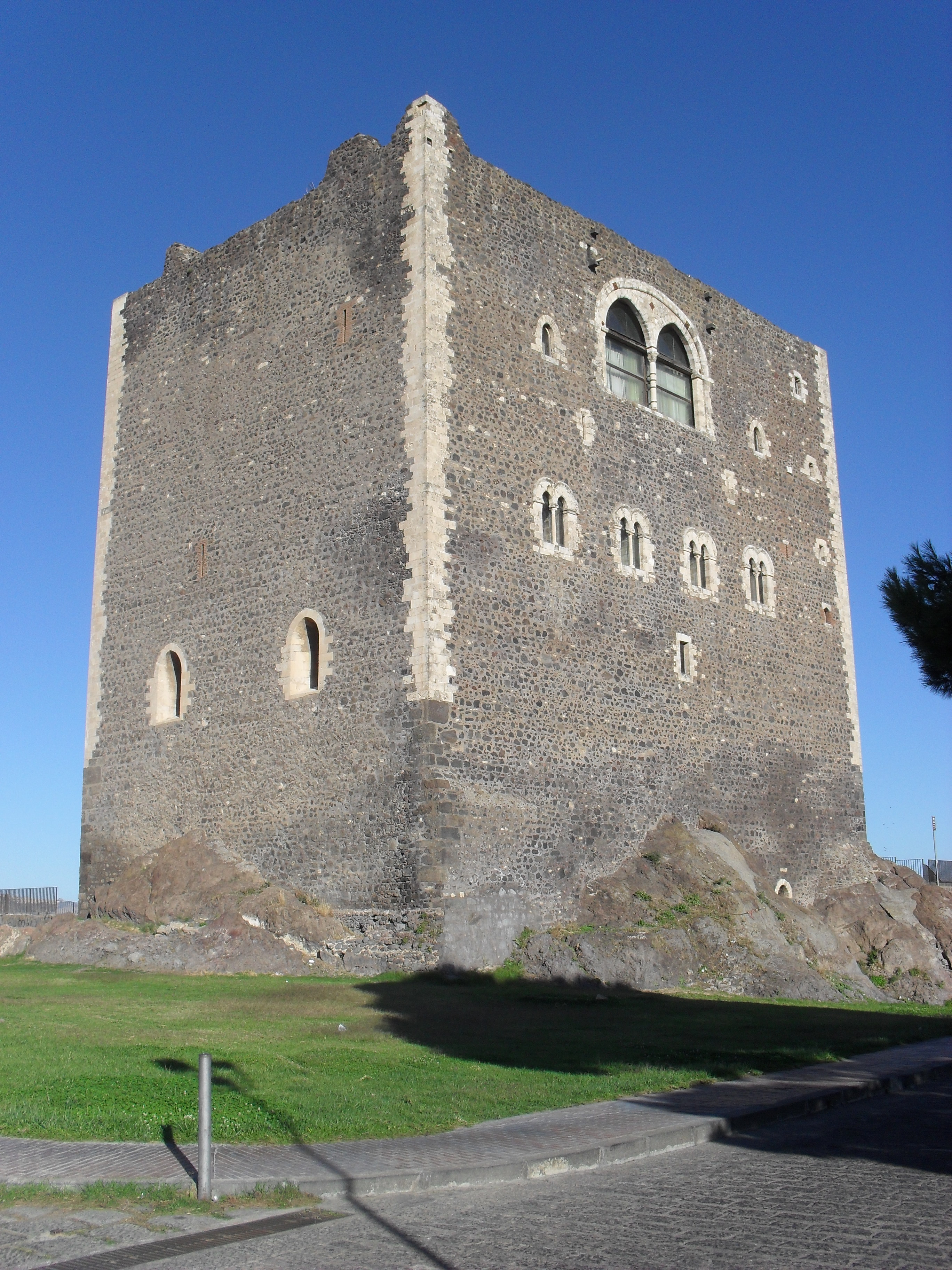
Il Castello Normanno di Paternò

Nel 1075, Paternò fu elevata a contea per volontà dello stesso Ruggero, il quale attribuitosi il titolo di «Gran Conte» di Sicilia, assegnò il feudo alla figlia Flandina d'Altavilla, vedova di Ugo di Jersey, che nel 1089 si risposò con Enrico del Vasto, e per mezzo di questa unione, la Contea di passò sotto il dominio degli Aleramici. La città etnea sotto il governo dei Del Vasto conobbe un periodo importante di sviluppo civico, urbanistico, economico e demografico, quest'ultimo dovuto anche alla massiccia immigrazione di coloni settentrionali detti «lombardi» provenienti dal Monferrato e dalla Liguria, per favorire un ulteriore aumento della componente etnica di religione cristiana nella città. Nel 1091, il Gran Conte Ruggero inserì la Contea all'interno della Diocesi di Catania: il normanno favorì la costruzione di edifici di culto cristiani, come la chiesa di Santa Maria dell'Alto, la chiesa di Santa Maria della Valle di Josaphat e la chiesa di San Giorgio cavaliere.
In epoca normanno-aleramica, secondo recenti scavi archeologici, il borgo di Paternò sul colle era diviso in determinati "quartieri etnici": i bizantini erano stanziati all'estremità della parte meridionale del colle, i lombardi nella parte sud-occidentale, gli ebrei in un'area denominata Piano Belvedere, corrispondente alla zona compresa fra l'antica chiesa di San Francesco e il cimitero (fino all'avvenuta espulsione del 1492), gli indigeni nella zona compresa tra il castello e la Gancia, ed invece i pochi musulmani rimasti erano concentrati nella parte orientale del colle attorno alla loro moschea. Sotto il profilo politico-amministrativo, nella Contea vigeva lo stesso modello di amministrazione normanno che vi era in tutta l'isola.
In epoca sveva, la Contea divenne possesso di Bartolomeo de Luci, e soppressa dopo la sua morte avvenuta nel 1201. L'anno seguente Paternò fu ridotta a terra baronale e passò dapprima ai Conti di Butera, e successivamente a Beatrice Lanza, su investitura fatta nel 1246 dall'imperatore Federico II di Svevia. La Contea fu riabilitata dal re Manfredi di Sicilia, che nel 1251 donò la terra di Paternò a Galvano Lancia, fratello di Beatrice, che gli spettava per diritto materno, e la tenne fino alla sua morte avvenuta nel 1268.
La Contea di Paternò fu nuovamente ripristinata attraverso un decreto del 16 aprile 1365 emanato dal re Federico IV di Aragona e rilasciato ad Artale Alagona, conte di Mistretta, che permutò il suo Stato feudale con le terre di Paternò e Francavilla, assumendo così il titolo di conte di Paternò. Nel 1389, morto Artale, la Contea fu ereditata dall'unica figlia Maria, che la ebbe in dote sino al 1396, quando il re Martino I di Sicilia sequestrò i beni degli Alagona, la Contea venne soppressa e il territorio di Paternò fu reintegrato al Regio Demanio.

## Cronotassi dei Conti di Paternò (1075-1396)
I Contea di Paternò (1075-1201)
- Flandina d'Altavilla (1075-1092)
- Enrico del Vasto (1092-1137)
- Simone del Vasto (1137-1143)
- Manfredo del Vasto (1143-1193)
- Bartolomeo de Luci (1193-1201)

...
II Contea di Paternò (1256-1268)
- Galvano Lancia (1256-1268)

...
III Contea di Paternò (1365-1396)
- Artale I Alagona (1365-1389)
- Maria Alagona (1389-1396)